# Aquamarine (film)
Aquamarine este un film fantastic de comedie pentru adolescenți, din 2006. O producție australiano-americană, filmul este regizat de Elizabeth Allen și îi are în rolurile principale pe Sara Paxton, Emma Roberts și Joanna "JoJo" Levesque (debutul său în film).
În film se vorbește despre o sirenă aflată în căutarea iubirii, în ciuda faptului ca tatăl ei era contradictoriu.

## Distribuție
- Sara Paxton — Aquamarine
- Emma Roberts — Claire Brown
- JoJo Levesque — Hailey Rogers
- Jake McDorman — Raymond
- Arielle Kebbel — Cecilia Banks
- Claudia Karvan — Ginny Rogers
- Bruce Spence — Leonard
- Tammin Sursok — Marjorie
- Roy Billing — Grandpa Bob
- Julia Blake — Grandma Maggie
- Shaun Micallef — Storm Banks
- Lulu McClatchy — Bonnie
- Natasha Cunningham as Patty
- Dichen Lachman — Beth
- Lincoln Lewis — Theo
- Julia Blake — Jessica